# Lamberville, Seine-Maritime
Lamberville är en kommun i departementet Seine-Maritime i regionen Normandie i norra Frankrike. Kommunen ligger i kantonen Bacqueville-en-Caux som tillhör arrondissementet Dieppe. År 2022 hade Lamberville 188 invånare.

## Befolkningsutveckling
Antalet invånare i kommunen Lamberville
| Referens: INSEE |